# Jollydora duparquetiana
Jollydora duparquetiana  es una especie de planta fanerógama  perteneciente a la familia de las connaráceas. Es originaria de Gabón.

## Descripción
Es un pequeño árbol que alcanza un tamaño de hasta 7 metros de altura; tiene flores amarillas en racimos en los tallos.

## Taxonomía
Jollydora duparquetiana fue descrita por (Baill.) Pierre y publicado en Bulletin Mensuel de la Société Linnéenne de Paris 2: 1233. 1896.
Sinonimia
- Anthagathis monadelphia Harms
- Connarus duparquetianus Baill.
- Ebandoua cauliflora Pellegr.[3]